# زندان قائم‌شهر

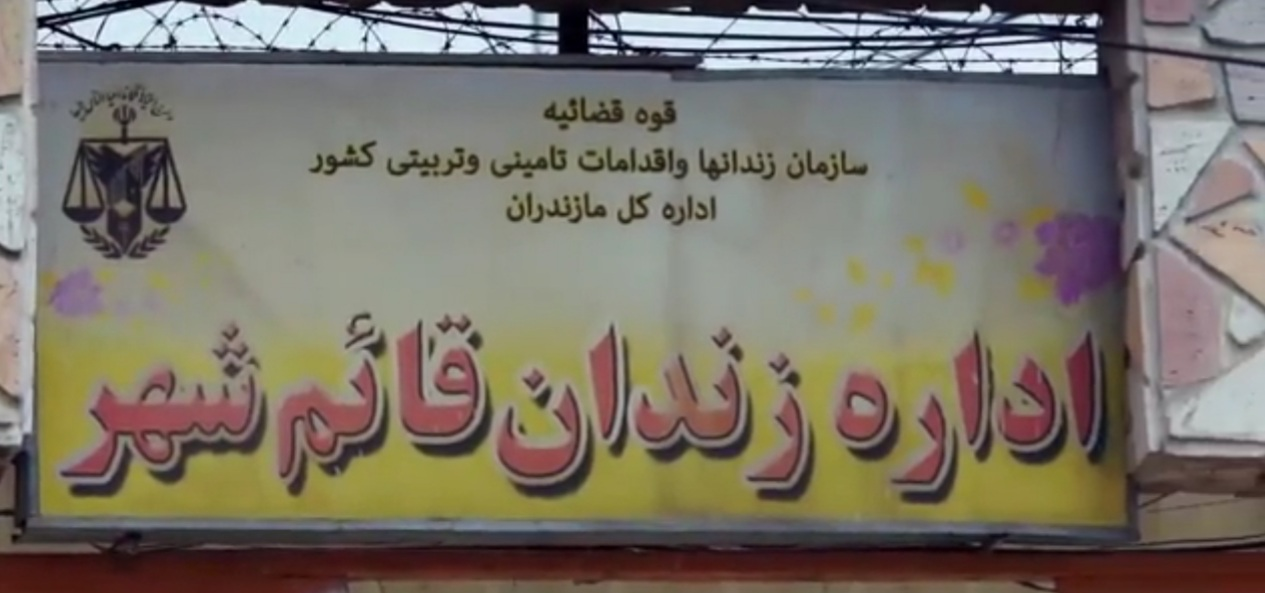

زندان قائم‌شهر زندانی واقع در شهرستان قائم‌شهر استان مازندران سه کیلومتری جاده جویبار است. این زندان زیر نظر سازمان زندان‌ها و اقدامات تأمینی و تربیتی کشور و قوه قضایه می‌باشد و به مساحت ۲ هکتار ساخته شده و تعداد زندانیان ۸۴۳ نفر می‌باشد

## بندها
زندان قائم‌شهر شامل ۴ بند اصلی ۳بند جداگانه می‌باشد
- بند ۱ برای متهمین بازداشت موقت است. (یعنی متهمانی که بدون حکم تحویل زندان و برای بررسی پرونده و انتظار نوبت دادگاه در این بند نگهداری می‌شوند)
- بند ۲ برای متهمین جرائم سرقت و مواد مخدر است
- بند ۳ برای متهمین جرائم درگیری و قتل می‌باشد
- بند ۴ برای متهمین مالی می باشد
- سه بند جداگانه بند نسوان (متهمین زن) و بند جوانان و بند قرنطینه می‌باشد[۲]